# Route nationale 2537
Die Route nationale 2537, kurz N 2537 oder RN 2537, ist eine französische Nationalstraße im Stadtgebiet von La Rochelle.

## Streckenverlauf
Die Strecke verläuft vom Kreisel mit der Route nationale 537 über die Gleisüberführung am Güterbahnhof des Industriegebiets Chef de Baie bis zum Kreisel mit der Avenue Jean Guiton. Die Streckenlänge umfasst etwas mehr als 500 Meter.